# Сливенска област
Сливенска област (буг. Област Сливен) се налази у источном делу Бугарске. Ова област заузима површину од 3 544 km² и има 218 474 становника. Административни центар Сливенске области је град Сливен.

## Списак насељених места у Сливенској области
Градови су подебљани

### Опшина Котел
Мокрен,
Боринци,
Братан,
Врлиште,
Градец,
Дабова,
Жеравна,
Каменна,
Катуниште,
Кипилово,
Котел,
Малко Село,
Медвен,
Нејково,
Орлово,
Остра Могила,
Птичари,
Падарево,
Седларево,
Соколарци,
Стрелци,
Тича,
Топузево,
Филаретово,
Јабланово

### Општина Нова Загора
Асеновец,
Бања,
Богданово,
Брјастово,
Бјал Кладенец,
Графитово,
Дјадово,
Езеро,
Еленово,
Загорци,
Каменово,
Караново,
Коњово,
Кортен,
Крива Круша,
Љубенец,
Љубенова Махала,
Млекарево,
Научене,
Нова Загора,
Новоселец,
Омарчево,
Пет Могили,
Питово,
Пољско Падарево,
Прохорово,
Радево,
Радецки,
Сокол,
Стоил Војвода,
Сабрано,
Садиево,
Садијско Поље,
Ценино

### Општина Сливен
Биково,
Бинкос,
Блатец,
Божевци,
Бозаџии,
Бјала,
Ваглен,
Гавраилово,
Гергевец,
Глуфишево,
Глушник,
Гољамо Чочовени,
Горно Александрово,
Градско,
Драгоданово,
Жељу Војвода,
Зајчари,
Злати Војвода,
Изгрев,
Ичера,
Калојаново,
Камен,
Кермен,
Ковачите,
Крушаре,
Малко Чочовени,
Мечкарево,
Младово,
Николаево,
Новачево,
Панаретовци,
Раково,
Самуилово,
Селиминово,
Скобелево,
Сливен,
Сотирја,
Средорек,
Стара Река,
Старо Село,
Струпец,
Тополчане,
Трапоклово,
Чинтулово,
Чокоба

### Општина Тврдица
Близнец,
Боров Дол,
Бјала Паланка,
Жалт Брјаг,
Оризари,
Сбориште,
Срцево,
Тврдица,
Червенаково,
Шивачево